# Agențiile Uniunii Europene
Agențiile Uniunii Europene (denumire oficială: agenții, organizații decentralizate independente, entități corporative și întreprinderi comune ale Uniunii Europene și Euratom) sunt organizații ale Uniunii Europene și Euratom, înființate ca persoane juridice prin legislația secundară a UE și având atribuții într-un domeniu specific și restrâns de activitate. 
Acestea sunt distincte de:
- persoanele juridice de drept internațional stabilite prin legislația primară (tratat), fie ca instituție a UE (Banca Centrală Europeană), fie ca alt tip de organizație a UE
- alte instituții ale Uniunii Europene
- alte organizații ale UE care nu au personalitate juridică, inclusiv organismele consultative, funcțiile independente deținute de o singură persoană și serviciile interinstituționale auxiliare ale UE (care nu sunt independente), indiferent dacă au fost stabilite prin tratat sau prin legislația secundară;
- formele organizatorice pan-europene care nu sunt considerate organisme componente ale UE sau Euratom, indiferent dacă au personalitate juridică sau nu (Grup European de Interes Economic).

## Prezentare
Spre deosebire de alte organisme ale UE înființate prin legislație secundară, fiecare dintre cele peste cincizeci de astfel de entități are propria personalitate juridică, conferită prin dreptul UE și recunoscută în întreaga Uniune. În unele cazuri, aceasta este recunoscută și în țările SEE, Elveția, Serbia, Ucraina, Regatul Unit și Turcia. Totuși, în relațiile cu alte țări terțe din afara UE, aceste entități nu sunt recunoscute ca entități independente, fiind considerate fie parte a personalității juridice a UE, fie a Euratom.

## Listă
| Nume oficial | Nume în română | Abreviere | An   | Tip                                          |
| --- | --- | --------- | ---- | -------------------------------------------- |
| European Agency for Safety and Health at Work                                                                         | Agenția Europeană pentru Securitate și Sănătate în Muncă                                                                                         | EU-OSHA   | 1994 | agenție decentralizată                       |
| European Centre for the Development of Professional Training                                                          | Centrul European pentru Dezvoltarea Formării Profesionale                                                                                        | Cedefop   | 1975 | agenție decentralizată                       |
| European Foundation for the Improvement of Living and Working Conditions                                              | Fundația Europeană pentru Îmbunătățirea Condițiilor de Viață și de Muncă                                                                         | Eurofound | 1975 | agenție decentralizată                       |
| European Environment Agency                                                                                           | Agenția Europeană de Mediu | EEA       | 1994 | agenție decentralizată                       |
| European Training Foundation                                                                                          | Fundația Europeană de Formare | ETF       | 1994 | agenție decentralizată                       |
| European Medicines Agency                                                                                             | Agenția Europeană pentru Medicamente | EMA       | 1995 | agenție decentralizată                       |
| European Union Intellectual Property Office                                                                           | Oficiul Uniunii Europene pentru Proprietate Intelectuală                                                                                         | EUIPO     | 1994 | agenție decentralizată                       |
| Community Plant Variety Office                                                                                        | Oficiul Comunitar pentru Soiuri de Plante | CPVO      | 1994 | agenție decentralizată                       |
| Translation Centre for the Bodies of the European Union                                                               | Centrul de Traduceri pentru Organismele Uniunii Europene                                                                                         | CdT       | 1994 | agenție decentralizată                       |
| European Food Safety Authority                                                                                        | Autoritatea Europeană pentru Siguranța Alimentară                                                                                                | EFSA      | 2002 | agenție decentralizată                       |
| European Maritime Safety Agency                                                                                       | Agenția Europeană pentru Siguranța Maritimă | EMSA      | 2002 | agenție decentralizată                       |
| European Aviation Safety Agency                                                                                       | Agenția Uniunii Europene pentru Siguranță a Aviației                                                                                             | EASA      | 2003 | agenție decentralizată                       |
| European Centre for Disease Prevention and Control                                                                    | Centrul European de Prevenire și Control al Bolilor                                                                                              | ECDC      | 2005 | agenție decentralizată                       |
| European Union Agency for the Space Programme                                                                         | Agenția Uniunii Europene pentru Programul Spațial                                                                                                | EUSPA     | 2021 | agenție decentralizată                       |
| European Railway Agency                                                                                               | Agenția Uniunii Europene pentru Căile Ferate | ERA       | 2004 | agenție decentralizată                       |
| European Fisheries Control Agency                                                                                     | Agenția Europeană de Control al Pescuitului | EFCA      | 2005 | agenție decentralizată                       |
| European Chemicals Agency                                                                                             | Agenția Europeană pentru Produse Chimice | ECHA      | 2007 | agenție decentralizată                       |
| Agency for Support for BEREC                                                                                          | Agenția de Sprijin pentru OAREC | BEREC     | 2010 | agenție decentralizată                       |
| Agency for the Cooperation of Energy Regulators                                                                       | Agenția pentru Cooperarea Autorităților de Reglementare din Domeniul Energiei                                                                    | ACER      | 2009 | agenție decentralizată                       |
| European Labour Authority                                                                                             | Autoritatea Europeană a Muncii | ELA       | 2019 | agenție decentralizată                       |
| European Union Agency for Law Enforcement Training                                                                    | Agenția Uniunii Europene pentru Formare în Materie de Aplicare a Legii                                                                           | CEPOL     | 2005 | agenție decentralizată                       |
| European Union Agency for Law Enforcement Cooperation                                                                 | Agenția Uniunii Europene pentru Cooperare în Aplicarea Legii                                                                                     | Europol   | 1998 | agenție decentralizată                       |
| European body for the enhancement of judicial co-operation                                                            | Agenția Uniunii Europene pentru Cooperare în Justiție Penală                                                                                     | Eurojust  | 2002 | agenție decentralizată                       |
| European Agency for the operational management of large-scale IT Systems in the area of freedom, security and justice | Agenția Uniunii Europene pentru Gestionarea Operațională a Sistemelor Informatice la Scară Largă în Spațiul de Libertate, Securitate și Justiție | eu-LISA   | 2012 | agenție decentralizată                       |
| European Border and Coast Guard Agency                                                                                | Agenția Europeană pentru Poliția de Frontieră și Garda de Coastă                                                                                 | Frontex   | 2016 | agenție decentralizată                       |
| European Union Drugs Agency                                                                                           | Agenția Uniunii Europene privind Drogurile | EUDA      | 1993 | agenție decentralizată                       |
| European Union Agency for Cybersecurity                                                                               | Agenția Uniunii Europene pentru Securitate Cibernetică                                                                                           | ENISA     | 2005 | agenție decentralizată                       |
| European Union Agency for Asylum                                                                                      | Agenția Uniunii Europene pentru Azil | EUAA      | 2011 | agenție decentralizată                       |
| European Institute for Gender Equality                                                                                | Institutul European pentru Egalitatea de Șanse între Femei și Bărbați                                                                            | EIGE      | 2007 | agenție decentralizată                       |
| Fundamental Rights Agency                                                                                             | Agenția pentru Drepturi Fundamentale a Uniunii Europene                                                                                          | FRA       | 2007 | agenție decentralizată                       |
| Anti-Money Laundering Authority                                                                                       | Autoritatea Anti-Money Laundering | AMLA      | 2024 | agenție decentralizată                       |
| European Banking Authority                                                                                            | Autoritatea Bancară Europeană | EBA       | 2011 | agenție decentralizată                       |
| European Securities and Markets Authority                                                                             | Autoritatea Europeană pentru Valori Mobiliare și Piețe                                                                                           | ESMA      | 2011 | agenție decentralizată                       |
| European Insurance and Occupational Pensions Authority                                                                | Autoritatea Europeană pentru Asigurări și Pensii Ocupaționale                                                                                    | EIOPA     | 2011 | agenție decentralizată                       |
| Single Resolution Board                                                                                               | Comitetul Unic de Rezoluție | SRB       | 2015 | agenție decentralizată                       |
| European Defence Agency                                                                                               | Agenția Europeană de Apărare | EDA       | 2004 | agenție de politică externă și de securitate |
| European Institute for Security Studies                                                                               | Institutul European de Studii de Securitate | EUISS     | 2001 | agenție de politică externă și de securitate |
| European Union Satellite Centre                                                                                       | Centrul Satelitar al Uniunii Europene | SatCen    | 2002 | agenție de politică externă și de securitate |
| European Innovation Council and Small and Medium-sized Enterprises Executive Agency                                   | Agenția Executivă pentru Întreprinderi Mici și Mijlocii                                                                                          | EISMEA    | 2003 | agenție executivă                            |
| Education, Audiovisual and Culture Executive Agency                                                                   | Agenția Executivă Europeană pentru Educație și Cultură                                                                                           | EACEA     | 2006 | agenție executivă                            |
| European Climate, Infrastructure and Environment Executive Agency                                                     | Agenția Executivă Europeană pentru Climă, Infrastructură și Mediu                                                                                | CINEA     | 2021 | agenție executivă                            |
| European Research Executive Agency                                                                                    | Agenția Executivă Europeană pentru Cercetare | REA       | 2021 | agenție executivă                            |
| European Research Council Executive Agency                                                                            | Agenția Executivă a Consiliului European pentru Cercetare                                                                                        | ERCEA     | 2007 | agenție executivă                            |
| European Health and Digital Executive Agency                                                                          | Agenția Executivă Europeană pentru Sănătate și Digitalizare                                                                                      | HaDEA     | 2021 | agenție executivă                            |
| Bio-based Industries                                                                                                  | Industrii pe Bază Biologică | BBI       |      | întreprindere comună                         |
| Clean Sky | Clean Sky | CS        | 2008 | întreprindere comună                         |
| Electronic Components and Systems                                                                                     | Componente și Sisteme Electronice | ECSEL     |      | întreprindere comună                         |
| Fuel Cells and Hydrogen                                                                                               | Pile de Combustibil și Hidrogen | FCH       |      | întreprindere comună                         |
| High-Performance Computing                                                                                            | Calcul de Înaltă Performanță | EuroHPC   | 2018 | întreprindere comună                         |
| Innovative Medicines Initiative                                                                                       | Inițiativa pentru Medicamente Inovatoare | IMI       | 2008 | întreprindere comună                         |
| Single European Sky Air Traffic Management Research                                                                   | Cercetare privind Gestionarea Traficului Aerian în Cerul European Unic                                                                           | SESAR     | 2021 | întreprindere comună                         |
| Europe's Rail | Shift2Rail | S2R       |      | întreprindere comună                         |
| Fusion for Energy | Fuziune pentru Energie | F4E       | 2007 | Euratom                                      |
| Euratom Supply Agency                                                                                                 | Agenția de Aprovizionare a Euratom | ESA       | 1960 | Euratom                                      |
| European Institute of Innovation and Technology                                                                       | Institutul European de Inovare și Tehnologie | EIT       | 2008 | Altă agenție                                 |
| European Public Prosecutor's Office                                                                                   | Parchetul European | EPPO      | 2017 | Organ al UE                                  |
| European Data Protection Board                                                                                        | Comitetul European pentru Protecția Datelor | EDPB      |      | Organ al UE                                  |
| European Cybersecurity Competence Centre                                                                              | Centrul European de Competențe în Securitate Cibernetică                                                                                         | ECCC      | 2021 | Organ al UE                                  |
| Authority for European Political Parties and European Political Foundations                                           | Autoritatea pentru Partidele Politice Europene și Fundațiile Politice Europene                                                                   | APPF      | 2016 | Entitate juridică a UE                       |

## Agenții dizolvate
- Centrul European de Monitorizare a Rasismului și Xenofobiei (1997 - 2007, transformat în Agenția pentru Drepturi Fundamentale a Uniunii Europene)
- Agenția Europeană pentru Reconstrucție (2000 - 2008, dizolvată)
- Agenția Executivă pentru Consumatori, Sănătate, Agricultură și Alimentație (2005 -2015, dizolvată)
- Autoritatea Europeană de Supraveghere GNSS (2004 - 2010, restructurată)
- Agenția Europeană GNS (2010 - 2021, transformată în Agenția Uniunii Europene pentru Programul Spațial)
- Agenția Europeană pentru Gestionarea Cooperării Operaționale la Frontierele Externe ale Statelor Membre ale Uniunii Europene (2005 - 2016, transformată în Frontex)
- Agenția Executivă pentru Întreprinderi Mici și Mijlocii (2003 - 2021, devine EISMEA)
- Joint European Torus (1991 - 2023)